# قرنبى كبير
قرنبى كبير (الاسم العلمي:Cerambyx cerdo) هو نوع من الحشرات يتبع جنس القرنبى من فصيلة الخنافس الطويلة القرون.